# Hugo Ziermann
Hugo Ziermann (* 19. August 1924 in Kleisack, Ostpreußen; † 11. Januar 2008) ist ein ehemaliger deutscher Leichtathlet, der sich auf den Hammerwurf spezialisiert hatte.
Hugo Ziermann trat für den PSV Grünweiß Frankfurt an.
Bei den Deutschen Meisterschaften 1953 in Augsburg wurde er Dritter. 1954 in Hamburg und 1955 in Frankfurt am Main belegte er jeweils den zweiten Platz hinter Karl Storch. 1956 in Berlin, 1957 in Düsseldorf und 1958 in Hannover gewann er den Meistertitel mit dem Hammer. 1959 in Stuttgart wurde Ziermann noch einmal Zweiter hinter Willi Glotzbach.
Ziermann trat von 1954 bis 1959 bei 25 Meisterschaften und Länderkämpfen im Nationaltrikot an. Bei den Europameisterschaften 1954 in Bern überstand er die Qualifikation und schied dann nach drei Versuchen als Zwölfter mit 54,25 Meter aus.
Seine Bestleistung von 60,71 Meter stellte Ziermann am 2. September 1957 in Hamburg auf.